# Велцо
Велцо или Вјелцеј (њем. Welzow, длсрп. Wjelcej) град је у њемачкој савезној држави Бранденбург. Једно је од 30 општинских средишта округа Шпре-Најсе. Према процјени из 2010. у граду је живјело 4.057 становника. Посједује регионалну шифру (AGS) 12071408.

## Географски и демографски подаци
Велцо или Вјелцеј се налази у савезној држави Бранденбург у округу Шпре-Најсе. Град се налази на надморској висини од 121 метра. Површина општине износи 39,4 km². У самом граду је, према процјени из 2010. године, живјело 4.057 становника. Просјечна густина становништва износи 103 становника/km².